# 담배연기 속에 피는 사랑
담배연기 속에 피는 사랑(志明與春嬌, Love in a Puff)은 홍콩에서 제작된 펑하오샹 감독의 2010년 드라마, 멜로/로맨스, 코미디 영화이다. 여문락 등이 주연으로 출연하였다.

## 출연

### 주연
- 여문락
- 양천화

### 조연
- 방호민
- 곡덕소
- 곡조림
- 낙응균
- 장달명
- 서천우
- 무비림
- 육시운
- 쓰투후이줘
- 황덕빈
- 추개광
- 서천우

## 제작진
- 미술: 만림중